# Сан Коломбано Белмонте
Сан Коломбано Белмонте (итал. San Colombano Belmonte) је насеље у Италији у округу Торино, региону Пијемонт.
Према процени из 2011. у насељу је живело 139 становника. Насеље се налази на надморској висини од 526 м.

## Становништво
Према резултатима пописа становништва 2011. у општини је живело 376 становника.
| 1931. | 1936. | 1951. | 1961. | 1971. | 1981. | 1991. | 2001. | 2011. |
| ----- | ----- | ----- | ----- | ----- | ----- | ----- | ----- | ----- |
| 339   | 329   | 333   | 303   | 313   | 279   | 341   | 361   | 376   |